# 효성티앤에스
효성TNS는 효성그룹의 금융 IT 전문 계열사이다.

## 회사 개요
효성티앤에스(Hyosung TNS Co., Ltd.)는 대한민국의 대표적인 금융 IT 기업으로, 다양한 산업 분야에 걸쳐 정보통신, 전자 결제 시스템, 자동화 기술 등을 제공하고 본사는 대한민국 서울특별시에 위치하고 있다.
효성티앤에스는 정보통신 네트워크와 결제 시스템을 통합하는 산업에 활동하고 있으며, IT, 금융 분야에서 입지가 높다.
특히 전자 결제 시스템과 스마트 자동화 솔루션에서 선도적인 위치를 차지하고 있다.

## 주요 연혁
- 1979.	효성 컴퓨터 사업부 설립
- 1980.	대한민국 최초 구미 컴퓨터 전문 생산공장 완공
- 1981. 금융 전문 단말기 생산 공급(현금 자동지급기 제작 공급)
- 1983.	전자연구소 설립(PC 사업 진출)
- 1986. 효성데이타시스템 주식회사 설립(설립일은 1987년 1월 1일로 알려짐)
- 1988.	뱅크넷 시스템 개발 완료
- 1993. 현금수표자동지급기 (향상된 CD) 발표
- 1994. 현금, 수표자동출금기(CD), 통장프린터 개발
- 1995. 비환류식 현금자동입출금기(ATM) 개발
- 1996. 환류식 현금자동입출금기 ATM 개발 공급
- 1997. 수출형 현금 출금 유닛(CDU-M) 개발
- 1998. 미국 수출용 현금자동출금기(미니뱅크1000) 개발
- 1999. 미국 수출용 현금자동출금기(MB-3000) 개발
- 2000. 탁상형 현금자동출금기(NanoCash-2000) 개발
- 2001. 마이캐쉬존 사업 시작
- 2002. 미국 ATM 수출 3만대 돌파
- 2003. 환류기 핵심 모듈 빌 리사이클링 모듈 개발
- 2004. 미국 ATM 수출 5만대 돌파
- 2005. 현ㄱㅁ자동화기기 수출 700만대 돌파
- 2006. 마이캐쉬존 3,000대 설치 돌파
- 2007. 현금자동화기기 해외 수출 1천만대 돌파
- 2008. 미주 현지법인(NHA) 설립
- 2009. 인도 ATM 시장 진출
- 2010.	미국 글로벌 SW 센터 개설
- 2011. 글로벌 BRM을 탑재한 환류식 ATM 개발
- 2012.	지점 혁신 솔루션 및 소프트웨어 개발
- 2013.	미국 시장 환류식 현금자동화기기 최초 도입
- 2014.	영업점 혁신 솔루션(카드발급, 환류식 동전 입출금) 및 소프트웨어(액티브텔러) 개발
- 2015.	미국 시장에 TCR 도입 및 3,000대 이상 설치
- 2016.	생체 인식 기술 도입한 디지털 키오스크 출시
- 2017. 초소형(소형) 환류기 출시
- 2018. 효성티앤에스(주)로 사명 변경
- 2019. 미국 시장 환류식 현금자동화기기 10,000대 공급
- 2020. NHA 사무실 확장 이전
- 2021. 미국 혁신고객경험센터 설립